# مانون لسکو (فیلم)
مانون لسکو (ایتالیایی: Manon Lescaut) یک فیلم درام تاریخی ایتالیایی به کارگردانی کارمینه گالونه است که در سال ۱۹۴۰ منتشر شد. این فیلم بر پایهٔ رمانِ مانون لسکو اثرِ آنتوان فرانسوا پره‌وو ساخته شد.

## بازیگران
- آلیدا والی
- ویتوریو دسیکا
- لامبرتو پیکاسو
- جولیو دونادیو
- دینو دی لوکا
- لیلیا داله
- آندره‌آ کِـکی
- گولی‌یلمو بارنابو
- آرولدو تیری
- اورسته فارِس
- آمینا پیرانی ماجی
- لولا براچینی
- پینا گالینی
- جوزپه پیه‌روتسی
- چزاره پولاکو
- دیانا کارن
- گوئیدو نوتاری
- میکله ریکاردینی
- آنا پروکلمر